# Ludwig Welti
Ludwig Welti (* 25. Oktober 1904 in Fraxern; † 7. November 1971 in Bregenz) war Historiker und Landesarchivar im österreichischen Vorarlberg.

## Leben
Ludwig Welti entstammt einer für die damalige Zeit überdurchschnittlich gebildeten Familie. Sein aus Hohenems stammender Vater Gottlieb Welti war Lehrer in Fraxern. Seine Mutter, Josefine Vetter aus Lustenau, war die Enkelin eines Lehrers und die Schwester des Pfarrers von Fraxern und Hohenems. Seine Verbindung zu den Gemeinden Lustenau und Hohenems wird auch in seinem späteren Werk erkennbar.
Nach dem Gymnasium in Bregenz studierte er Geschichte und Geografie in Innsbruck und Wien.
1933 wurde Ludwig Welti Leiter der neu geschaffenen Lustenauer Ortsgruppe der Vaterländischen Front.
1940 wurde er zum Kriegsdienst einberufen. 1946 kehrte er aus der Kriegsgefangenschaft zurück und begann am 1. September 1947 seine Arbeit im Vorarlberger Landesarchiv, welche er bis zum 31. Dezember 1969 ausübte – ab 1963 als wissenschaftlicher Leiter.
Auf Ludwig Welti folgte als Landesarchivar Karl Heinz Burmeister (1970–2001).

## Werk

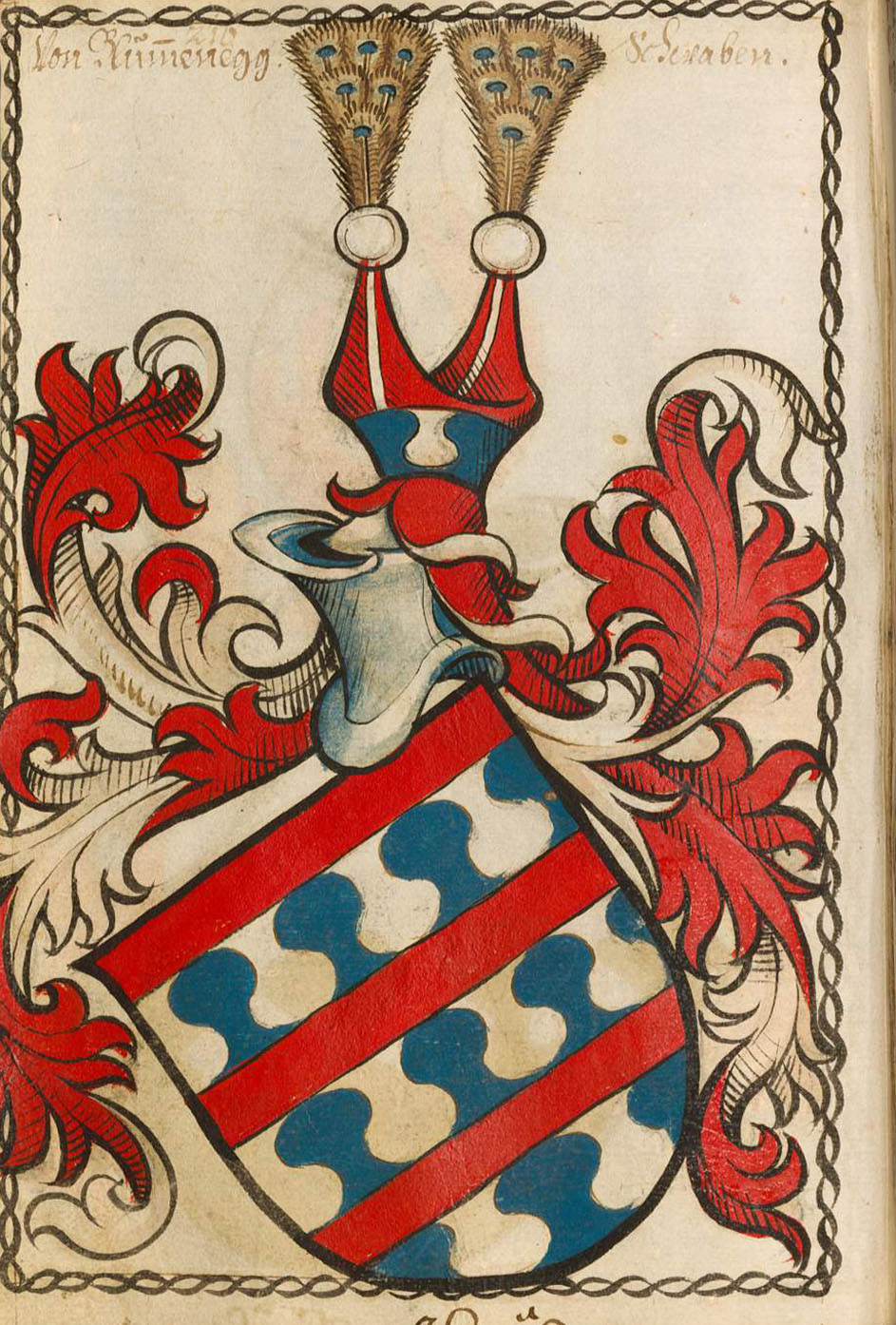
Wappen der Reichsherrschaft Blumenegg (aus dem Scheiblerschen Wappenbuch, 1450)

Die Geschichte der Grafen von Hohenems war der thematische Schwerpunkt in Weltis Schaffen. Besonders erwähnenswert sind dabei die beiden umfangreichen Monographien über Jakob Hannibal I. von Hohenems und Kaspar von Hohenems. Auch in Heimatbüchern (Lustenauer Heimatbuch, Montafoner Heimatbuch, Hohenems Geschichte), Lexika und Festschriften ist er mit seinen Beiträgen vertreten.
In Hohenems erinnert heute die Ludwig-Welti-Straße an das Schaffen des Historikers.
Welti hinterließ über 160 Titel mit geschichtlichen Arbeiten.

## Schriften
- Geschichte der Reichsgrafschaft Hohenems und des Reichshofes Lustenau. 1930
- Merk Sittich und Wolf Dietrich von Ems. 1952
- Graf Jakob Hannibal I. von Hohenems. 1954
- Die Kirchen von Hohenems, Vorarlberg. 1956
- Bildstein/Vorarlberg. 1957
- Graf Kaspar von Hohenems. 1963
- Beiträge zur Geschichte des Bodenseeraumes aus vorarlbergisch-österreichischer Sicht, in: Schriften des Vereins für Geschichte des Bodensees und seiner Umgebung, 86. Jg. 1968, S. 205–216 (Digitalisat)
- Bludenz als österreichischer Vogteisitz 1418-1806. Eine regionale Verwaltungsgeschichte. 1971
- Siedlungs- und Sozialgeschichte von Vorarlberg. Aus dem Nachlass herausgegeben von Nikolaus Grass. 1973

## Auszeichnungen
- 1963 Eintragung in das Ehrenbuch der Universität Innsbruck
- 1967 Ehrenmitglied des Vorarlberger Landesmuseumsvereins